# Mad'an

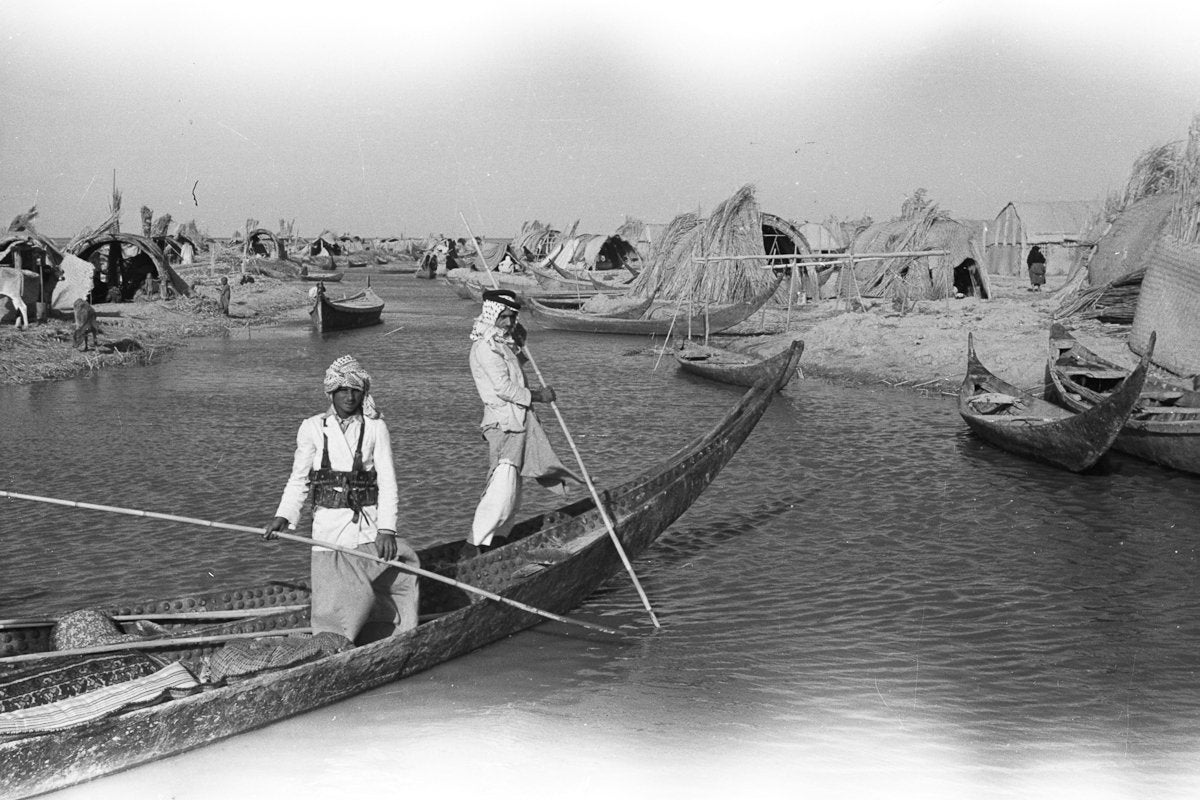

Maʻdān (arab. معدان), Madanowie, Arabowie Błotni (arab. عرب الأهوار, ʻArab al-Ahwār) – lud zamieszkujący mokradła dolnej niziny mezopotamskiej, w widłach Tygrysu i Eufratu (dzisiejszy Irak). Uważają się za potomków Sumerów. Budują domy z trzciny, podobne do tych przedstawianych na płaskorzeźbach sumeryjskich. W czasach dyktatury Saddama Husajna prześladowani za stawianie mu oporu. W celu poskromienia Arabów Mad'an, Saddam Husajn kazał osuszać bagna i niszczyć roślinność napalmem. Zdaniem wielu historyków te bagna były podstawą do stworzenia opisu biblijnego Edenu.